# Prieuré de Jarzay
 (juillet 2022).
La mise en forme du texte ne suit pas les recommandations de Wikipédia : il faut le « wikifier ».
Les points d'amélioration suivants sont les cas les plus fréquents. Le détail des points à revoir est peut-être précisé sur la page de discussion.
- Les titres sont pré-formatés par le logiciel. Ils ne sont ni en capitales, ni en gras.
- Le texte ne doit pas être écrit en capitales (les noms de famille non plus), ni en gras, ni en italique, ni en « petit »…
- Le gras n'est utilisé que pour surligner le titre de l'article dans l'introduction, une seule fois.
- L'italique est rarement utilisé : mots en langue étrangère, titres d'œuvres, noms de bateaux, etc.
- Les citations ne sont pas en italique mais en corps de texte normal. Elles sont entourées par des guillemets français : « et ».
- Les listes à puces sont à éviter, des paragraphes rédigés étant largement préférés. Les tableaux sont à réserver à la présentation de données structurées (résultats, etc.).
- Les appels de note de bas de page (petits chiffres en exposant, introduits par l'outil «  Source ») sont à placer entre la fin de phrase et le point final[comme ça].
- Les liens internes (vers d'autres articles de Wikipédia) sont à choisir avec parcimonie. Créez des liens vers des articles approfondissant le sujet. Les termes génériques sans rapport avec le sujet sont à éviter, ainsi que les répétitions de liens vers un même terme.
- Les liens externes sont à placer uniquement dans une section « Liens externes », à la fin de l'article. Ces liens sont à choisir avec parcimonie suivant les règles définies. Si un lien sert de source à l'article, son insertion dans le texte est à faire par les notes de bas de page.
- La présentation des références doit suivre les conventions bibliographiques. Il est recommandé d'utiliser les modèles {{Ouvrage}}, {{Chapitre}}, {{Article}}, {{Lien web}} et/ou {{Bibliographie}}. Le mode d'édition visuel peut mettre en forme automatiquement les références.
- Insérer une infobox (cadre d'informations à droite) n'est pas obligatoire pour parachever la mise en page.

Pour une aide détaillée, merci de consulter Aide:Wikification.
Si vous pensez que ces points ont été résolus, vous pouvez retirer ce bandeau et améliorer la mise en forme d'un autre article.
Le prieuré de Jarzay est un ancien prieuré dépendant de l’abbaye de Fontevrault. Situé à Moulins-sur-Céphons, il possédait des biens importants dans la région.
Il est fondé par Agnès, épouse d’Abélard de Châteaumeillant ; approuvé en 1106 par le pape Pascal II, il est doté par Hubert de Barselle et sa mère Saturnine.

## Recrutement
Son recrutement fut préférentiellement aristocratique. En témoigne la présence de moniales issues des grandes familles du Bas-Berry. Treize religieuses y résidaient encore lorsqu’il fut supprimé en 1792.

## Aumônier et moniale
L’histoire a retenu le nom d’un de ses aumôniers : René des Sommes. 
Une rente viagère d’un demi muid de blé, à savoir 4 setiers de froment et 2 de seigle donnée par Jeoffroy de Villentrois, seigneur de Veuil à sa fille Mabille a également conservé le nom d’une religieuse,.

## Les bâtiments du prieuré
C'est au début du XIIe siècle, que fut fondé le prieuré de Jarzay, aujourd’hui préférentiellement connu sous le nom de château de Jarzay tel qu'il est mentionné dans une bulle de 1119. De l’édifice cultuel initial, il ne subsiste que le chœur roman (XIIe siècle) de la chapelle abritant un autel, lequel n’est d’ailleurs pas celui initialement installé en ce lieu. Il y subsiste trois retables de style Médicis, avec colonnes de marbre.
Le tabernacle de l’autel initial (XVIe) de la chapelle du prieuré de Jarzay peut être vu dans l’église du village voisin de Moulins-sur-Céphons. Au XVIIIe siècle, le logis prieural abritant en particulier la salle capitulaire est reconstruit et décoré d'élégantes lucarnes. Le prieuré, vendu comme bien national pendant la Révolution, n’a jamais retrouvé sa vocation religieuse. Les bâtiments d'habitation encadrant le logis abbatial du XVIIIe siècle qui délimitaient la cour, ont disparu pour laisser place à des murs.
Vue de l'ancien prieuré Notre-Dame de Jarzay, façade du logis et chevet de la chapelle.

## Quelques biens appartenant au prieuré
Le prieuré fontevriste de Jarzay était propriétaire de quatre moulins dans le bassin de la Céphons dont deux furent en activité jusqu'au XXe siècle (moulins de Jarzay et de la Fosse), mais les deux autres (Moulin Neuf et Bellague) s'arrêtèrent bien avant. Les fontevristes disposaient en outre du moulin Rocheriou sur le Fourion près de Bouges, en pleine propriété depuis 1289, du moulin de Nays sur le Nahon (commune de Pellevoisin), reçu en don au début du XIIe siècle, et d’un autre à la chapelle Sainte-Catherine à Blavetin (paroisse de Nohan, en Touraine), soit en tout sept moulins.
La moitié de ces moulins servait à faire de la farine. Mais il y avait aussi des moulins à tan, dont une propriété du prieuré de Jarzay, pour pulvériser l'écorce de chêne utilisée par les tanneries.
Donation faite en 1221 par M. Meghart, chevalier, d’un sétier de froment

## Archivistique
Il convient de signaler un inventaire des titres du prieuré, du XVIIe siècle (H 840) et des livres de recettes et de dépenses du XVIIIe siècle (H 856-858). Rapport fait à la commission du musée sur une découverte, à Levroux, de vieux titres se rapportant au prieuré de Jarzay, commune de Moulins », dans Musée de Châteauroux, 1895-1899, p. 107-110.